# Albert Hoffmann
Albert Hoffmann (1846 – 1924) è stato un botanico tedesco.
Era uno dei fondatori del "Rosarium di Sangerhausen" (ora Europa-Rosarium) donando oltre 4000 piantine dal proprio vivaio per quest'ultimo. La sua cultivar "Alice Hoffman" prende il nome dalla figlia. Rosario Nicola Welter gli ha dedicato la sua cultivar chiamata "Albert Hoffmann". Una pietra commemorativa in suo onore fu esposta presso l'Europa-Rosarium.